# Fechteuropameisterschaften 1997
Die Europameisterschaften im Fechten 1997 fanden in Danzig statt. Es wurden fünf Wettbewerbe im Einzel ausgetragen, Mannschaftswettbewerbe gab es wie im Vorjahr keine. Erfolgreichste Nation war Ungarn mit insgesamt drei Medaillen.

## Herren

### Degen (Einzel)
| Platz | Sportler            | Land |
| ----- | ------------------- | ---- |
| 1     | Gábor Boczkó        | HUN  |
| 2     | Kaido Kaaberma      | EST  |
| 3     | Bartłomiej Kurowski | POL  |
| 3     | Peter Vanky         | SWE  |

### Florett (Einzel)
| Platz | Sportler          | Land |
| ----- | ----------------- | ---- |
| 1     | Adam Krzesiński   | POL  |
| 2     | Serhij Holubyzkyj | UKR  |
| 3     | Jean-Noël Ferrari | FRA  |
| 3     | Michael Ludwig    | AUT  |

### Säbel (Einzel)
| Platz | Sportler          | Land |
| ----- | ----------------- | ---- |
| 1     | Alexei Frossin    | RUS  |
| 2     | András Décsi      | HUN  |
| 3     | Julien Pillet     | FRA  |
| 3     | Steffen Wiesinger | GER  |

## Damen

### Degen (Einzel)
| Platz | Sportler           | Land |
| ----- | ------------------ | ---- |
| 1     | Ildikó Mincza      | HUN  |
| 2     | Katja Nass         | GER  |
| 3     | Anna Femi          | ITA  |
| 3     | Monika Maciejewska | POL  |

### Florett (Einzel)
| Platz | Sportler       | Land |
| ----- | -------------- | ---- |
| 1     | Laura Badea    | ROM  |
| 2     | Roxana Scarlat | ROM  |
| 3     | Anna Rybicka   | POL  |
| 3     | Monika Weber   | GER  |

## Medaillenspiegel
| Platz  | Land        | Gold | Silber | Bronze | Gesamt |
| ------ | ----------- | ---- | ------ | ------ | ------ |
| 1      | Ungarn      | 2    | 1      | 0      | 3      |
| 2      | Rumänien    | 1    | 1      | 0      | 2      |
| 3      | Polen       | 1    | 0      | 3      | 4      |
| 3      | Russland    | 1    | 0      | 0      | 1      |
| 5      | Deutschland | 0    | 1      | 2      | 3      |
| 6      | Estland     | 0    | 1      | 0      | 1      |
| 6      | Ukraine     | 0    | 1      | 0      | 1      |
| 8      | Frankreich  | 0    | 0      | 2      | 2      |
| 9      | Österreich  | 0    | 0      | 1      | 1      |
| 9      | Italien     | 0    | 0      | 1      | 1      |
| 9      | Schweden    | 0    | 0      | 1      | 1      |
| Gesamt | Gesamt      | 5    | 5      | 10     | 20     |